# Dumping
Dumping is schadelijke prijsstelling door het exporteren voor een lagere prijs dan die in het thuisland geldt. Met dumping van goederen beoogt een exporteur van goederen veelal een nieuw afzetgebied te veroveren of overtollige voorraden kwijt te raken.

## Maatregelen
Dumping wordt gezien als oneerlijke concurrentie.  Een bestemmingsland kan anti-dumpingrechten (heffingen) opleggen om producenten op de eigen markt te beschermen.

## Vaststelling
Bij de vraag of sprake is van dumping dient een vergelijking plaats te vinden tussen de normale en uitvoerprijs. De anti-dumpingverordening bevat dan ook bepalingen over de methode van vaststelling van de normale waarde en de uitvoerprijs van de goederen.

## Vergelijking
Bij het vaststellen van de dumpingmarge, het bedrag waarmee de normale waarde de uitvoerprijs overschrijdt, spelen factoren een rol als:
- Commissies
- Fysieke kenmerken
- Invoerheffingen en indirecte belastingen
- Handelsstadium
- Kortingen
- Kosten van dienstverlening na verkoop
- Krediet
- Omrekening van valuta
- Rabatten en hoeveelheid|hoeveelheden
- Verpakking
- Vervoer, verzekering, lading, overlading, lossing en aanverwante kosten